# Wild succession
「Wild succession」（ワイルドサクセッション）は、2009年11月25日にLantisからリリースされた美郷あき16作目のシングル。

## 解説
前作「Scarlet Bomb!」から2ヶ月連続リリースとなる2009年5作目のシングル。「Jewelry tears」以来4作ぶりのメインレーベルから発売、かつゲーム主題歌への起用となる。
表題曲「Wild succession」はWiiゲーム『スーパーロボット大戦NEO』テーマソング、カップリングの「挑戦! デコボコ未来」はニンテンドーDSソフトスパロボ学園イメージソングとして使用された。
ジャケットには『スーパーロボット大戦NEO』の登場キャラクターである稲葉駆、稲葉天音、シャーリィ・ノイエ、キャオス・レール、リバリス・ムイラブが描かれている。

## 収録曲
（全作詞：畑亜貴）
1. Wild succession [4:44] 
  - 作曲・編曲：藤末樹
2. 挑戦! デコボコ未来  [5:17] 
  - 作曲：園田アルミ、編曲：solaya
3. Wild succession (off vocal)
4. 挑戦! デコボコ未来 (off vocal)

## タイアップ
- Wiiゲーム『スーパーロボット大戦NEO』テーマソング（#1）
- ニンテンドーDSソフト『スパロボ学園』イメージソング（#2）